# Linka M8 (metro v Istanbulu)
Linka metra M8, oficiálně turecky nazvaná M8 Bostancı-Parseller, je linka metra ve městě Istanbul v západním Turecku, která byla uvedena do provozu 6. ledna 2023. Je součástí istanbulského metra a spojuje železniční stanici Bostancı na jižním pobřeží v Anatolii se stanicí Parseller v istanbulské části Ümraniye. Ve stanici Bostancı jsou k dispozici vlaková a lodní spojení. Trať, která je plně automatická (bez řidiče), je dlouhá 14,2 km, má 13 stanic a je celá pod zemí.